# Sauldorf
Sauldorf est une commune allemande du Bade-Wurtemberg dans l'arrondissement de Sigmaringen.

## L'organisation de la commune
Les quarties de la commune sont Bietingen, Boll, Hölzle, Krumbach, Rast et Wasser (Bichtlingen, Reute, Wackershofen).
| Armoiries | Villages                                       | Habitants (Données: 31. déc. 2010) | Superficie (ha) (Données : 31. déc. 2010) | Superficie (m²) (Données : 31. déc. 2010) |
| --------- | ---------------------------------------------- | ---------------------------------- | ----------------------------------------- | ----------------------------------------- |
| Bietingen | Bietingen avec Hölzle                          | 214 dont 48                        | 656 ha                                    | 6.559.741 m²                              |
| Boll      | Boll                                           | 396                                | 729 ha                                    | 7.289.570 m²                              |
| Krumbach  | Krumbach                                       | 300                                | 512 ha                                    | 5.120.527 m²                              |
| Rast      | Rast                                           | 472                                | 688 ha                                    | 6.881.134 m²                              |
| Sauldorf  | Sauldorf avec Roth                             | 607 dont 72                        | 1.262 ha                                  | 12.622.195 m²                             |
| Wasser    | Wasser avec Bichtlingen, Reute et Wackershofen | 523 dont 404 dont 50 dont 69       | 1.125 ha                                  | 11.248.936 m²                             |

## Personnalités
- Michael Kempter, le plus jeune arbitre de Fußball-Bundesliga
- Johann Martin Schleyer prêtre pendant les années 1867-1875 à Krumbach, a développé le Volapük.
- Arnold Stadler (* 9 avril 1954 in Meßkirch) est un écrivain et lauréat de prix Georg Büchner; il a grandi au quartier Rast.